# Ludovic Dubau
Pour les articles homonymes, voir Dubau.
Ludovic Dubau, né le 17 novembre 1973 à Reims dans la Marne, est un coureur cycliste français, spécialisé dans le VTT et le cyclo-cross. Il est champion de France de VTT 1994 et triple champion du monde de cyclo-cross masters (2005, 2008 et 2010).

## Biographie
Ludovic Dubau est né le 17 novembre 1973. Il a successivement couru sous les couleurs des marques Giant, Sunn, Marin, Orbea et Commencal. Il court actuellement au sein du team New-Cycling et est licencié à l'AC Bazancourt Reims (Marne). 

## Famille
Ses deux fils Lucas Dubau et Joshua Dubau sont cyclocrossmen de haut-niveau.
Il est également l'oncle de Pauline Ferrand-Prévot, championne du monde sur route en 2014.

## Palmarès en VTT

### Jeux olympiques
- Sydney 2000
  - 18e du cross-country

### Championnats de France
- Champion de France de cross-country en 1994
- 3e au championnat de France de cross-country en 1997

### Autres victoires
- Hexagonal VTT : 2001, 2006
- Champion de France de VTT rallye combiné : 1992
- Indoor VTT Paris Bercy : 1997, 1998
- Raid VTT de Cassis : 1999

## Palmarès en cyclo-cross
- 2004-2005
  -  Champion du monde de cyclo-cross (masters 30-34 ans)
- 2007-2008
  -  Champion du monde de cyclo-cross (masters 35-39 ans)
- 2009-2010
  -  Champion du monde de cyclo-cross (masters 35-39 ans)
  -  Champion de France de cyclo-cross masters 1
- 2010-2011
  -  Champion du monde de cyclo-cross (masters 35-39 ans)
- 2012-2013
  -  Champion de France de cyclo-cross masters 3 (40-44 ans)[2]